# Danh sách đĩa nhạc của Bridgit Mendler
Dưới đây là danh sách đĩa nhạc của Bridgit Mendler, nữ ca sĩ-người viết bài hát người Mỹ, bao gồm 1 album phòng thu, 1 album nhạc phim, 4 đĩa đơn và 9 video âm nhạc. Album nhạc phim đầu tay của cô, Lemonade Mouth đã đạt được vị trí thứ 4 trên bảng xếp hạng album Billboard 200 của Mỹ. Đĩa đơn đầu tay của cô, "Somebody" ra mắt và đạt vị trí cao nhất là 89 trên bảng xếp hạng đĩa đơn Mỹ Billboard Hot 100 với tổng cộng 6,000 bản được bán ra trong tuần đầu phát hành ở Mỹ, theo Nielsen SoundScan. Đĩa đơn thứ hai của Mendler, "Determinate" đạt vị trí thứ 51 trên bảng xếp hạng Billboard Hot 100 và cũng xuất hiện trên bảng xếp hạng của nhiều quốc gia khác. Cô cũng góp giọng trong bài hát "Breakthrough", ra mắt và đạt vị trí cao nhất là 88 trên bảng xếp hạng Mỹ Billboard Hot 100.
Album phòng thu đầu tay của Mendler, Hello My Name Is..., được phát hành vào ngày 22 tháng 10 năm 2012. Đĩa đơn đầu tiên từ album là "Ready or Not" được phát hành kỹ thuật số vào ngày 7 tháng 8 năm 2012. Video âm nhạc chính thức cho đĩa đơn này được ra mắt trên kênh Disney Channel vào ngày 10 tháng 8 năm 2012.

## Album

### Album phòng thu
| Hello My Name Is...                                                           | - Phát hành: 22 tháng 10 năm 2012 - Định dạng: CD, tải kỹ thuật số - Hãng đĩa: Hollywood | 30 | 95 | 17 | 26 | 107 |
| "—" Album không có mặt trên bảng xếp hạng hoặc không phát hành ở quốc gia đó. |                                                                                          |    |    |    |    |     |

### Đĩa mở rộng
| Tên            | Chi tiết                                                                            |
| -------------- | ----------------------------------------------------------------------------------- |
| Live in London | - Phát hành: 30 tháng 4 năm 2013 - Hãng đĩa: Universal - Định dạng: Tải kỹ thuật số |

### Album nhạc phim
| Lemonade Mouth                                                                | - Phát hành: 12 tháng 4 năm 2011 - Định dạng: CD, tải kỹ thuạt số - Hãng đĩa: Walt Disney | 4 | 1 | 1 | 71 | 38 | 25 | 79 | 26 | 38 | 173 | - Mỹ: 402,000 |
| "—" Album không có mặt trên bảng xếp hạng hoặc không phát hành ở quốc gia đó. |                                                                                           |   |   |   |    |    |    |    |    |    |     |               |

## Đĩa đơn

### Đĩa đơn hát chính
| Tên                                                                             | Năm  | Vị trí xếp hạng cao nhất | Vị trí xếp hạng cao nhất | Vị trí xếp hạng cao nhất | Vị trí xếp hạng cao nhất | Vị trí xếp hạng cao nhất | Vị trí xếp hạng cao nhất | Vị trí xếp hạng cao nhất | Vị trí xếp hạng cao nhất | Vị trí xếp hạng cao nhất | Vị trí xếp hạng cao nhất | Chứng nhận                                                                           | Album               |
| Tên                                                                             | Năm  | Mỹ                       | Úc                       | Bỉ                       | Canada                   | Đan Mạch                 | Pháp                     | Ireland                  | New Zealand              | Scotland                 | Anh                      | Chứng nhận                                                                           | Album               |
| ------------------------------------------------------------------------------- | ---- | ------------------------ | ------------------------ | ------------------------ | ------------------------ | ------------------------ | ------------------------ | ------------------------ | ------------------------ | ------------------------ | ------------------------ | ------------------------------------------------------------------------------------ | ------------------- |
| "Somebody"                                                                      | 2011 | 89                       | —                        | —                        | —                        | —                        | —                        | —                        | —                        | —                        | —                        |                                                                                      | Lemonade Mouth      |
| "Determinate" (hợp tác với Adam Hicks)                                          | 2011 | 51                       | 91                       | —                        | 82                       | —                        | —                        | —                        | —                        | —                        | 111                      |                                                                                      | Lemonade Mouth      |
| "Ready or Not"                                                                  | 2012 | 49                       | 53                       | 2                        | 43                       | 36                       | 49                       | 15                       | 12                       | 6                        | 7                        | - Mỹ: Bạch kim - Canada: Bạch kim - Đan Mạch: Vàng - New Zealand: Vàng - Na Uy: Vàng | Hello My Name Is... |
| "Hurricane"                                                                     | 2013 | 101                      | —                        | 65                       | 81                       | —                        | —                        | 83                       | —                        | —                        | 157                      |                                                                                      | Hello My Name Is... |
| "—" Đĩa đơn không có mặt trên bảng xếp hạng hoặc không phát hành ở quốc gia đó. |      |                          |                          |                          |                          |                          |                          |                          |                          |                          |                          |                                                                                      |                     |

### Đĩa đơn hợp tác
| Tên                                                                             | Năm  | Vị trí xếp hạng cao nhất | Vị trí xếp hạng cao nhất | Album          |
| Tên                                                                             | Năm  | Mỹ                       | Anh                      | Album          |
| ------------------------------------------------------------------------------- | ---- | ------------------------ | ------------------------ | -------------- |
| "Breakthrough" (cùng với Cast of Lemonade Mouth)                                | 2011 | 88                       | 200                      | Lemonade Mouth |
| "—" Đĩa đơn không có mặt trên bảng xếp hạng hoặc không phát hành ở quốc gia đó. |      |                          |                          |                |

### Đĩa đơn quảng bá
| "This Is My Paradise"                                                           | 2011 | — | Không thuộc album nào |
| "We Can Change the World"                                                       | 2011 | — | Đĩa đơn từ thiện      |
| "I'm Gonna Run to You"                                                          | 2011 | — | Không thuộc album nào |
| "Summertime"                                                                    | 2012 | — | Không thuộc album nào |
| "Forgot to Laugh"                                                               | 2012 | — | Hello My Name Is...   |
| "Top of the World"                                                              | 2012 | — | Hello My Name Is...   |
| "—" Đĩa đơn không có mặt trên bảng xếp hạng hoặc không phát hành ở quốc gia đó. |      |   |                       |

## Bài hát khác
| Tên                                                                             | Năm  | Vị trí xếp hạng cao nhất | Album                           |
| Tên                                                                             | Năm  | Mỹ Holiday               | Album                           |
| ------------------------------------------------------------------------------- | ---- | ------------------------ | ------------------------------- |
| "My Song For You" (với Shane Harper)                                            | 2012 | 3                        | Disney Channel Holiday Playlist |
| "—" Bài hát không có mặt trên bảng xếp hạng hoặc không phát hành ở quốc gia đó. |      |                          |                                 |

## Xuất hiện khác
| Tên                                     | Năm  | Nghệ sĩ khác | Album                                       |
| --------------------------------------- | ---- | ------------ | ------------------------------------------- |
| "Give Love a Try"                       | 2009 | Nick Jonas   | JONAS L.A.                                  |
| "When She Loved Me"                     | 2010 | —            | Disneymania 7                               |
| "Wait for Me"                           | 2012 | Shane Harper | Shane Harper                                |
| "How to Believe"                        | 2012 | —            | Disney Fairies: Faith, Trust And Pixie Dust |
| "Hang in There Baby"                    | 2012 | —            | Make Your Mark: Ultimate Playlist           |
| "We’re Dancing" (Alex Ghenea 3.0 Remix) | 2013 | —            | Shake It Up: I <3 Dance                     |

## Video âm nhạc
| Tên                       | Năm  | Đạo diễn        | Ghi chú                                        |
| ------------------------- | ---- | --------------- | ---------------------------------------------- |
| "How to Believe"          | 2010 | Không rõ        |                                                |
| "This Is My Paradise"     | 2010 | Alex Zamm       |                                                |
| "Somebody"                | 2011 | Patricia Riggen |                                                |
| "Determinate"             | 2011 | Patricia Riggen | Cảnh trong phim Lemonade Mouth                 |
| "We Can Change the World" | 2011 | Art Spigel      |                                                |
| "Summertime"              | 2012 | Art Spigel      |                                                |
| "Rocketship"              | 2012 | Không rõ        | Khách mời trong video âm nhạc của Shane Harper |
| "Ready or Not"            | 2012 | Philip Andelman |                                                |
| "Hurricane"               | 2013 | Robert Hales    |                                                |